# Greensboro, Pennsylvania
Greensboro là một thị trấn thuộc quận Greene, tiểu bang Pennsylvania, Hoa Kỳ. Năm 2010, dân số của thị trấn này là 260 người.